# 阿美莎·帕特爾
阿美莎·帕特爾（印度語：अमीषा पटेल，1975年6月9日—）是印度女演員及模特兒，主要拍攝寶萊塢電影。
2000年，她和男影星李提克·羅森拍攝了她首套電影《说你爱我》 （Kaho Naa... Pyaar Hai），該電影票房大賣也使她知名度提升。
之後，她2001年拍攝的愛情電影《邊關風暴》（Gadar: Ek Prem Katha）大獲好評並成為印度史上最賣座電影之一。帕特爾的演出亦為她贏得2002年印度電影觀眾獎的特別表演獎。除此之外，帕特爾經常被選為寶萊塢最性感的女星之一。

## 外部連結
- 阿美莎·帕特爾在互联网电影资料库（IMDb）上的資料（英文）
- Twitter （页面存档备份，存于）
- 阿美莎·帕特爾的Instagram帳戶